# Кетрін Гікс
Кетрін Гікс (англ. Catherine Hicks, нар. 6 серпня 1951) — американська акторка і співачка, відома роллю в телесеріалі «Сьоме небо», а також роботами в фільмах «Зоряний шлях 4. Подорож додому» та «Дитяча гра».

## Життєпис
Кетрін Гікс народилась у Нью-Йорку, в сім'ї Волтера та Джекі Гікс. Має ірландське та англійське походження. У дитинстві разом з сім'єю переїхала у місто Скоттсдейл, штат Аризона. Закінчила Корнелльський університет.

## Кар'єра
Гікс почала кар'єру з ролі у мильній опері «Надія Раян», де знімалась з 1976 до 1978 року. Після того, як акторка покинула серіал вона дебютує у бродвейській виставі «Дені», а згодом знімається в нетривалому комедійному серіалі «Погані новини». 
У 1980 році — отримує роль Мерилін Монро, обійшовши на кастингу понад сто акторок, у стрічці «Мерилін: Нерозказана історія». Бюджет становив на той момент значну суму в 3,5 млн. доларів. За роль Гікс отримала гарні відгуки критики та номінацію на премію «Еммі» в категорії за найкращу жіночу роль в мінісеріалі або фільмі. Наступного року вона отримала головну роль в мінісеріалі, заснованому на книзі-бестселері Жаклін Сюзанн «Долина ляльок».
1982 року Гікс дебютувала на великому екрані у фільмі «Долина Смерті», де виконувала головну роль. Пізніше з'явилась у фільмах «Гарбо розповідає», «На жалі бритви», «Букмекерська лихоманка» та «Пеґґі Сью вийшла заміж».
Проривом у кар'єрі стала роль у фільмі «Зоряний шлях 4. Подорож додому», яка принесла Гікс номінацію на премію «Сатурн» за найкращу жіночу роль другого плану. Наступного року вона грає в комедії «Який батько, такий і син». А далі отримує роль у фільмі «Дитяча гра», за яку виграє премію «Сатурн» за найкращу жіночу роль.
На початку 90-х років у кар'єру приходить низка малоуспішних проєктів. Але у 1996 році Кетрін Гікс отримує одну з головних ролей у телесеріалі «Сьоме небо», який став успішним та затримався на екранах на одинадцять сезонів, аж до 2007 року. Після його завершення акторка повернулась до театру, а також з'явилась у кількох кіно- та телефільмах.

## Особисте життя
19 травня 1990 — одружилася з актором Кевіном Ягером. У 1992 році народила доньку.

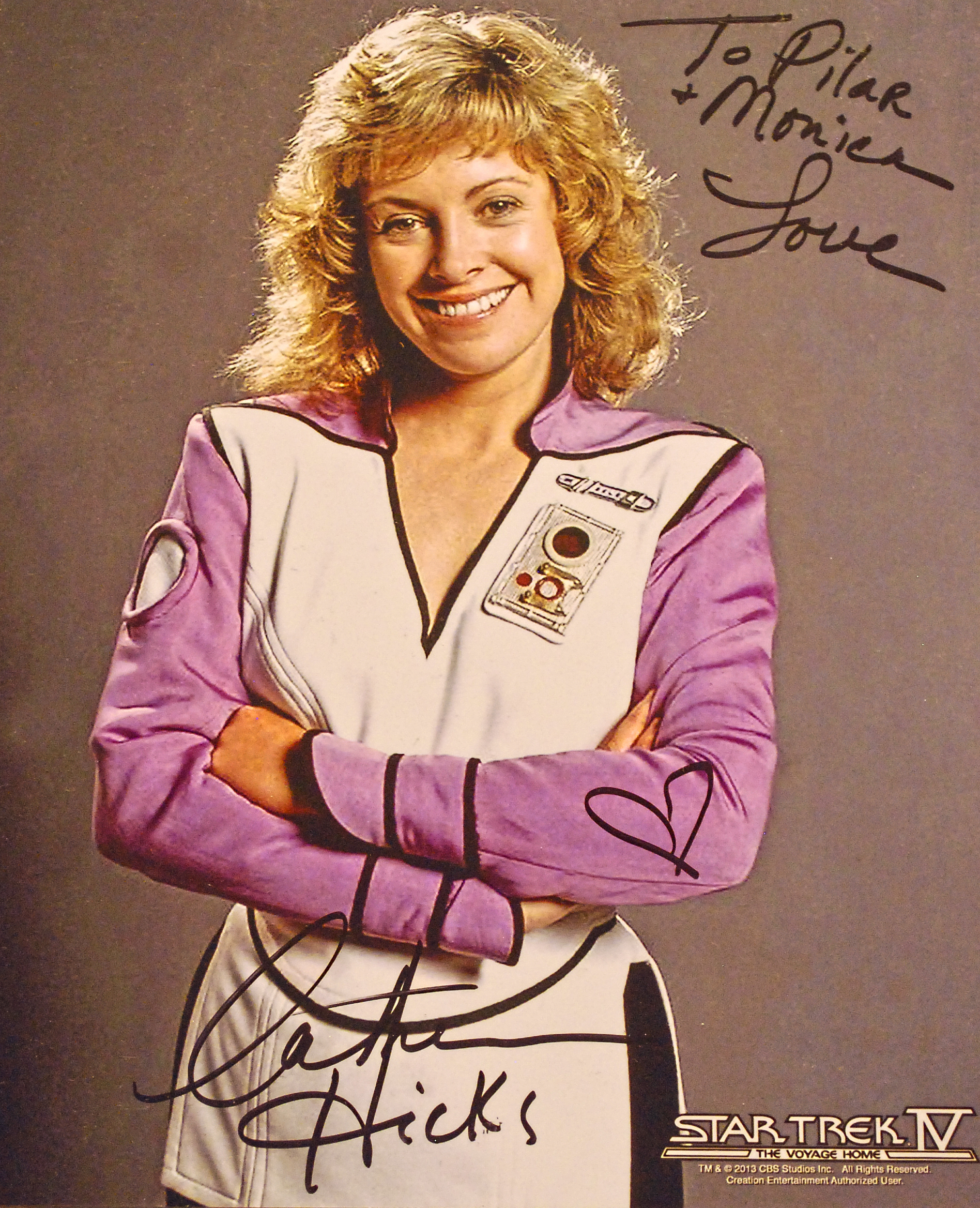
СтарТрек 4: Повернення додому

## Фільмографія
| Рік  |   | Українська назва                 | Оригінальна назва              | Роль              |
| ---- | - | -------------------------------- | ------------------------------ | ----------------- |
| 1982 | ф | Долина смерті                    | Death Valley                   | Саллі             |
| 1983 | ф | Краще пізно, ніж ніколи          | Better Late Than Never         | Сейбл             |
| 1984 | ф | Гарбо розповідає                 | Garbo Talks                    | Джейн Мортімер    |
| 1984 | ф | На жалі бритви                   | The Razor's Edge               | Ізабель Бредлі    |
| 1986 | ф | Пеггі Сью вийшла заміж           | Peggy Sue Got Married          | Керол Гіт         |
| 1986 | ф | Зоряний шлях 4: Подорож додому   | Star Trek IV: The Voyage Home  | Джиліан Тейлор    |
| 1987 | ф | Який батько, такий і син         | Like Father Like Son           | доктор Емі Ларкін |
| 1988 | ф | Дитяча гра                       | Child's Play                   | Карен Барклай     |
| 1989 | ф | Сувенір                          | Souvenir                       | Тіна Бойєр        |
| 1995 | ф | Діллінджер та Капоне             | Dillinger and Capone           | Ебіґейл           |
| 1997 | ф | Турбулентність                   | Turbulence                     | Меґґі             |
| 2008 | с | Отруйний плющ:Таємне суспільство | Poison Ivy: The Secret Society | Елізабет          |
| 2009 | ф | Мене звати Джеррі                | My Name Is Jerry               | Дана Голдерман    |
| 2010 | ф | Код буття                        | The Genesis Code               | Майра Еллітт      |